# Hakea smilacifolia
Hakea smilacifolia är en tvåhjärtbladig växtart som beskrevs av Meissn.. Hakea smilacifolia ingår i släktet Hakea och familjen Proteaceae. Inga underarter finns listade i Catalogue of Life.